# ProPublica
ProPublica成立於2007年，為一間總部設在紐約市曼哈頓區的非盈利性公司，自稱是一個獨立的非盈利新聞編輯部，為公眾利益進行調查報導。
ProPublica的記者與多間新聞機構一同合作進行偵查報道，包括了60分鐘，美國有線電視新聞網，今日美國，紐約時報，洛杉磯時報，亞特蘭大憲法日報，聖迭戈聯合論壇報，泰晤士報的奧爾巴尼聯盟，紐瓦克明星紀事報，紐約太陽，赫芬頓郵報，政客Salon.com，板岩，MSNMoney上，MSNBC.com的，讀者文摘，和 Newsweek.com等。
2010年，ProPublica記者Sheri Fink和《紐約時報雜誌》獲普立茲獎（偵查報導獎），成為首間獲得普立茲獎的網上傳媒。
2017年，ProPublica与New York Daily News获普利策奖公共服务奖。